# Neoplacorhynchus bakuensis
Neoplacorhynchus bakuensis is een platworm (Platyhelminthes). De worm is tweeslachtig. De soort leeft in het zoute water.
Het geslacht Neoplacorhynchus, waarin de platworm wordt geplaatst, wordt tot de familie Placorhynchidae gerekend. De wetenschappelijke naam van de soort werd voor het eerst geldig gepubliceerd in 1977 door Evdonin.